# Andreas Pilger (Geologe)
Andreas Pilger (* 19. Dezember 1910 in Steglitz; † 25. Februar 1997 in Clausthal-Zellerfeld) war ein deutscher Geologe. Er war Professor und Direktor des Instituts für Geologie und Paläontologie an der TU Clausthal. Er befasste sich insbesondere mit Tektonik und Montangeologie.
Pilger studierte nach dem Abitur am Arndt-Gymnasium in Berlin-Dahlem Geologie in München und Berlin. Er wurde 1936 bei Hans Stille an der Humboldt-Universität Berlin promoviert (Der alpine Deckenbau Korsikas und seine syntektischen Intrusionen). 1936/37 war er als Erdölgeologe bei der Deutschen Erdöl AG (DEA) in Wietze. Danach war er Assistent bei Stille in Berlin, wo er sich 1942 habilitierte (Paläogeographie und Tektonik Jugoslawiens zwischen der Una und dem Zlatiborgebirge). Danach war er Dozent an der Universität Berlin und gleichzeitig ab 1942 Wehrgeologe. Nach dem Zweiten Weltkrieg war er ab 1948 beim Geologischen Landesamt Nordrhein-Westfalen in Krefeld, ab 1951 als Landesgeologe und ab 1955 als Leiter der Abteilung Lagerstätten. Ab 1952 war er außerdem außerplanmäßiger Professor an der Universität zu Köln und gehörte dem Lagerstättenausschuss der Gesellschaft Deutscher Metallhütten- und Bergleute an. Ab 1956 war er ordentlicher Professor an der Bergakademie Clausthal, der späteren TU Clausthal. 1960 bis 1962 war er deren Rektor. 1979 emeritierte er. Rufe an die Universitäten Frankfurt und Bochum und als Präsident des Geologischen Landesamtes Nordrhein-Westfalen lehnte er ab.
In den 1950er Jahren befasste er sich beim Geologischen Landesamt Nordrhein-Westfalen mit der Kartierung der Erz- und Kohlelagerstätten im Ruhrgebiet, Siegerland und Rheinischen Schiefergebirge. Ab 1957 befasste er sich mit der Neuaufnahme des Altkristallins in Kärnten und ab 1959 mit dem Paläozoikum der Westpyrenäen. In den 1970er Jahren wandte er sich auch der Plattentektonik insbesondere im Rahmen des ostafrikanischen Grabenbruchsystems (Afar-Senke) zu. Zuletzt befasste er sich auch mit Fragen der glazialen Vereisung im Harz und den kulturgeschichtlichen Zusammenhängen der Harzer Geologie.
Er war 1965 Begründer der Reihen Clausthaler geologische Abhandlungen und Clausthaler tektonische Hefte. Er hatte fast 100 Diplomanden und Doktoranden und zehn Habilitanden.
1971 erhielt er die Hans-Stille-Medaille. 1986 wurde er Ehrensenator der TU Clausthal, deren Senat er 1958 bis 1964 angehörte. Er war 1960 bis 1962 und 1968 bis 1970 stellvertretender Vorsitzender und 1964 bis 1966 Vorsitzender der Deutschen Geologischen Gesellschaft. Pilger war auch fünf Jahre Vorsitzender der Montangeologischen Arbeitsgemeinschaft für die westdeutschen Steinkohlegebiete. Außerdem war er drei Jahre lang Vorsitzender der Commission on the Tectonics of Ore Deposits der International Association of Geology of Ore Deposits (IAGOD). Seit 1970 war er Mitglied der Braunschweigischen Wissenschaftlichen Gesellschaft.
Sein Schüler Heinz Jordan benannte 1990 den Pilgerberg in der Antarktis nach ihm.
Er war seit 1941 verheiratet.

## Schriften
- mit Werner Hartmut Frank, Werner Heimhold Geologie und Kulturgeschichte im Dreieck Goslar, Bad Harzburg, Harliberg: geologische, botanische und kulturhistorische Exkursionen und Zusammenhänge, Clausthaler geologische Abhandlungen, Sonderband 3, 1985
- Herausgeber mit Artur Rösler (mit Beiträgen von Herbert Dennert) Nordwestlicher Harz und Vorland: geologische Erläuterungen und Exkursionen, Clausthaler geologische Abhandlungen, Sonderband 2, 1984 (auch Clausthaler geologische Abhandlungen, Band 41, 1981)
- Beiträge zur Geologie und Paläontologie des Paläozoikums der spanischen Westpyrenäen, Clausthaler geologische Abhandlungen, Band 12 und 12A, 1979
- Die tektonische Erforschung der Alpen zwischen 1787 und 1915, Clausthaler geologische Abhandlungen, Band 32, 1978
- Geologie der Saualpe, Clausthaler geologische Abhandlungen, Sonderband 1, 1975
- als Herausgeber: Beiträge zur Mineralogie, Tektonik und Lagerstättenkunde des Iran, Clausthaler geologische Abhandlungen, Band 27, 1977
- mit Artur Rösler, Werner Schwan Zeitlich-tektonische Zusammenhänge bei der Plattentektonik, Clausthaler geolog. Abh., Band 17, 1974
- mit Wolfgang Fuchs, Kurt Mohr Lineamenttektonik und Magmatismus im Westharz, Clausthaler tektonische Hefte, Band 9, 1969
- Die zeitlich-tektonische Entwicklung der iranischen Gebirge, Clausthaler geolog. Abh., Band 8, 1971
- Kleintektonische und gefügestatistische Untersuchungen im Ruhrkarbon, Clausthaler geologische Abhandlungen, Band 1, 1965
- mit Rudolf Adler, Walter Fenchel Statistische Methoden in der Tektonik, 2 Bände, Clausthaler tektonische Hefte, Band 2, Band 4, 1965
- mit Rudolf Adler Einige Grundlagen der Tektonik, 2 Bände, Clausthaler tektonische Hefte, Band 1, Band 3, 1965
- Die Blei-Zink-Erzvorkommen des Ruhrgebietes und seiner Umrandung, Beihefte zum Geologischen Jahrbuch, Band 40, 1961
- mit Wolfgang Schmidt: Die „Mullion-Strukturen“ in der Nord-Eifel. Abhandlungen des Hessischen Landesamtes für Bodenforschung, Heft 20, Wiesbaden 1957.
- mit Gerhard Richter Korsika, Alpen, Pyrenäen: tektonische Zusammenhänge und Gegensätze, Abhandlungen der Königlichen Akademie der Wissenschaften Göttingen, Math.-Naturwiss. Klasse, Folge 3, Heft 19, 1939 (Beiträge zur Geologie der westlichen Mediterrangebiete, Heft 19)